# Hidrastinina

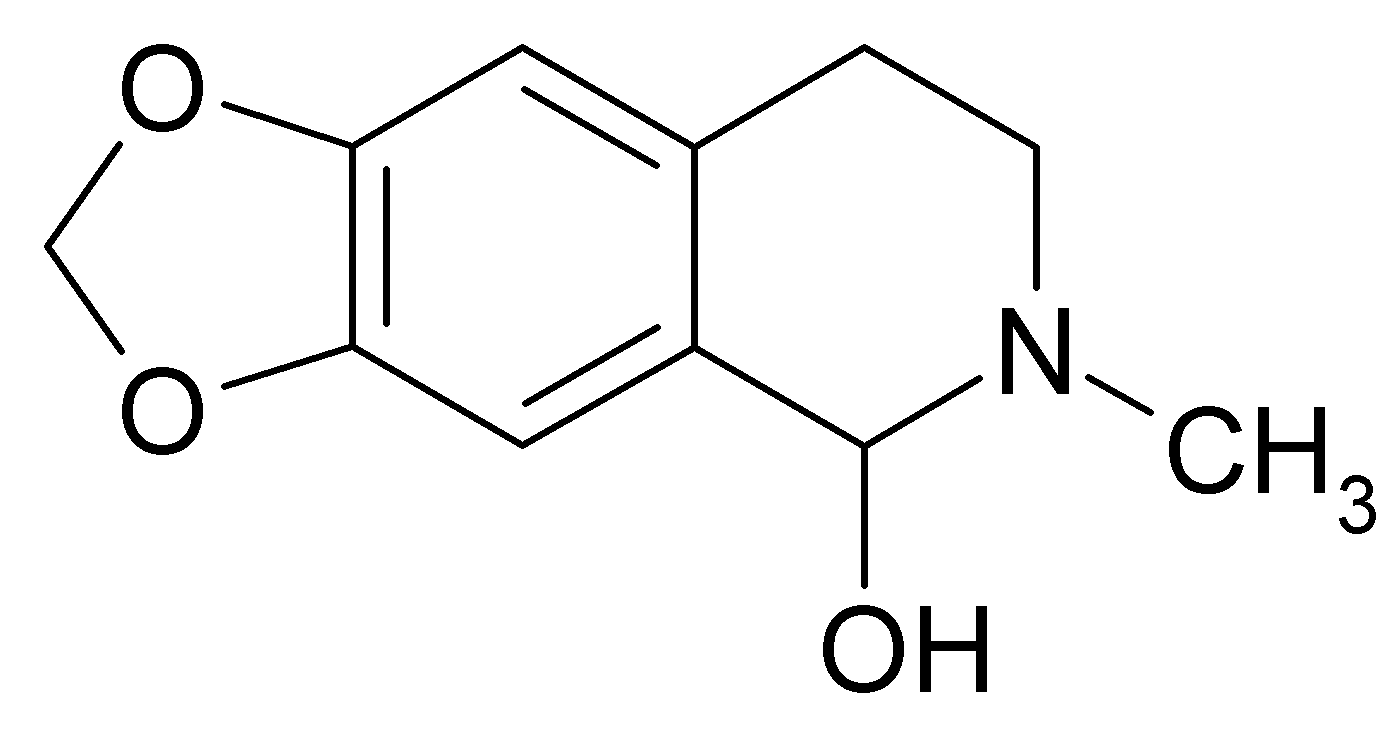
Fórmula estructural de la hidrastinina.

La hidrastinina es un alcaloide semisintético obtenido de la hidrólisis del alcaloide hidrastina, que se encuentra en pequeñas cantidades en la Hydrastis canadensis y en otras plantas de la familia Ranunculaceae.
El compuesto se obtuvo por la oxidación del clorhidrato de hidrastina con ácido nítrico. Bayer patentó la hidrastinina como antihemorrágico en la década de 1910. También puede obtenerse a partir de la acetalamina por la síntesis de Fritsch.
Presenta la fórmula molecular C11H13NO3 y masa molar 207,23 g·mol−1. Su nombre oficial es 6-metil-5,6,7,8-tetrahidro[1,3]dioxolo[4,5-g]isoquinolin-5-ol.